# Secretaria General d'Indústria i de la Petita i Mitjana Empresa
La Secretaria General d'Indústria i de la Petita i Mitja Empresa, també Secretaria General d'Indústria i de la PIME és una secretaria general espanyola depenent del Ministeri d'Indústria, Comerç i Turisme que exerceix les seves competències en matèria de desenvolupament industrial i de la Petita i Mitjana Empresa (PIME) i, que té com a objectiu prioritari, «transformar el teixit productiu mitjançant l'impuls del sector industrial i de la petita i mitja empresa perquè aportació major competitivitat al sistema econòmic en un entorn global.»

## Funcions
La Secretaria General exerceix les funcions que l'encomana l'article 6 del Reial decret 998/2018:
- La proposta, el desenvolupament i el seguiment de la política general del departament en relació amb la indústria i la petita i mitjana empresa (PIME).
- L'impuls, la programació i la supervisió de les activitats del departament en matèria d'indústria i de la PIME.
- L'elaboració i execució de les polítiques industrials i de la PIME, nacionals o emanades de la Unió Europea, que afectin a les indústries sobre les quals exerceixi la seva competència. Les propostes d'incorporació a l'ordenament jurídic de les polítiques i actuacions emanades de la normativa internacional i de la Unió Europea, així com la coordinació i assessorament dels assumptes d'àmbit europeu i internacional i cooperació tècnica a les àrees de competència de la Secretaria General d'Indústria i de la Petita i Mitja Empresa.
- La proposta i execució de les polítiques de suport i promoció de la PIME.
- Les funcions relatives a la cooperació i coordinació amb les Comunitats Autònomes en matèria d'indústria i les destinades a afavorir i impulsar l'activitat empresarial de la PIME.
- La proposta i si escau execució d'actuacions que redueixin les càrregues administratives de les empreses afavorint la seva creació i el desenvolupament de la seva activitat, sense perjudici de les competències de la Direcció general de Política Econòmica.
- La proposta i execució d'actuacions i programes dirigits a millorar la competitivitat de la PIME, a facilitar el seu accés al finançament i a fomentar l'esperit emprenedor.
- L'establiment de convenis de col·laboració de Punts d'Atenció a l'Emprenedor i els de Adhesió a la plataforma «Emprèn en 3» amb Ajuntaments i Comunitats Autònomes.
- L'elaboració de polítiques per al desenvolupament de les empreses constituïdes en els sectors industrials, de foment de l'esperit emprenedor, de creació d'empresa i de millora dels recursos de les empreses.
- La proposta d'iniciatives legislatives i reglamentàries de desenvolupament en el seu àmbit de competències.
- L'elaboració de les polítiques de suport i d'impuls per facilitar a la indústria un entorn favorable i les condicions necessàries per millorar la seva competitivitat així com les relatives a la transformació digital de les empreses, sense perjudici de les competències atribuïdes a altres departaments ministerials.
- L'elaboració de polítiques d'impuls al desenvolupament industrial que estimulin la generació i consolidació del teixit industrial espanyol i la competitivitat de les empreses, en col·laboració amb les Comunitats Autònomes.
- La interlocució amb el sector empresarial industrial i les associacions empresarials para, entre altres finalitats, el foment de la cooperació entre empreses i associacions empresarials per realitzar actuacions d'interès comú vinculades al desenvolupament d'activitats industrials que suposin demanda conjunta de serveis, la seva modernització o expansió internacional.
- La proposta d'actuacions en plans i programes dirigides a la millora de la competitivitat de les empreses dels sectors industrials sobre els quals exerceix la seva competència, així com a la creació d'un entorn favorable que propiciï la competitivitat internacional d'aquests sectors i la coordinació amb altres Administracions en aquelles matèries que impactin directament en la competitivitat de la indústria.
- L'impuls, l'adreça i el seguiment de les accions i programes relacionats amb la indústria aeronàutica i dels altres sectors estratègics, incloses la representació i la participació en els organismes i empreses internacionals. D'igual manera, exercirà funcions d'impuls, adreça i seguiment de les accions i programes relacionats amb la indústria de l'espai. Aquestes competències es desenvoluparan sense perjudici de les atribucions pròpies del Ministeri de Ciència, Innovació i Universitats en matèria espacial.
- El foment i l'impuls de l'adaptació i compatibilitat de les activitats industrials a les exigències mediambientals i de seguretat, sense perjudici de les competències que puguin correspondre a altres departaments ministerials, impulsant a les empreses al desenvolupament i incorporació de les tecnologies adequades.
- L'elaboració, d'acord amb les Comunitats Autònomes, de programes i iniciatives en l'àmbit de la qualitat i seguretat industrial, que contribueixin a la competitivitat i l'eliminació de barreres tècniques i l'elaboració i proposta de les disposicions reglamentàries d'ordenació de les activitats industrials i de la infraestructura per a la qualitat i seguretat industrial.
- Qualsevol altra actuació que el Ministeri d'Indústria, Comerç i Turisme li encomani en l'àmbit de les competències que li atorga la Llei 21/1992, de 16 de juliol, d'Indústria, i de les seves normes de desenvolupament.

## Estructura
De la Secretaria General depenen els següents òrgans:
- La Direcció general d'Indústria i de la Petita i Mitjana Empresa.
- Un Gabinet Tècnic de la Secretaria General.
- Secretaria General de l'Autoritat Nacional per a la Prohibició de les Armes Químiques.

El Secretari General d'Indústria i de la Petita i Mitjana Empresa serà el vicepresident del Consell Estatal de la Petita i Mitja Empresa.
Per a l'assessorament jurídic de la Secretaria General d'Indústria i de la Petita i Mitja Empresa existirà una Advocacia de l'Estat.

### Organismes adscrits
- La Fundació Pública Escola d'Organització Industrial.
- El Centre Espanyol de Metrologia.
- Empresa Nacional de Innovación, S.M.E (ENISA).
- Compañía Española de Reafianzamiento, S.A. (CERSA).

## Titulars
- Luis Valero Artola (5 de gener de 2012-31 de gener de 2014)[2][3]
- Begoña Cristeto Blasco (31 de gener de 2014-22 de juny de 2018)[4][5]
- Raúl Blanco Díaz (22 de juny de 2018-present)[6]